# Gui Mombaerts
Gui Mombaerts (Guillaume Mombaerts, * 6. Oktober 1902 in Molenbeek-Saint-Jean; † 6. Juni 1993 in Evanstone, USA) war ein belgischer Pianist und Musikpädagoge.

## Leben und Wirken
Gui Mombarts hatte ab dem achten Lebensjahr Klavierunterricht und studierte von 1912 bis 1925 am Königlichen Konservatorium in Brüssel. Daneben nahm er Klavierunterricht bei Arthur De Greef, einem Schüler Franz Liszts. 1926 gewann er den Prix Gunther, 1927 gehörte er zu den Finalisten des Internationalen Chopinwettbewerbes in Warschau. In der Folgezeit trat er europaweit solistisch auf und war Mitglied des Belgian Piano-String Quartet.
Daneben widmete sich Mombaerts intensiv der Unterrichtstätigkeit. Er unterrichtete an der Musikschule von Watermael-Boitsfort (1923–1928) und war Professor für Klavier und Harmonielehre am Konservatorium in La Louvière (1925–1940). Daneben wirkte er als Professor für Klavier an der École Normale de Musique in Brüssel (1925–1927), Klavierlehrer an der Musikschule in Molenbeek (1934–1940) und von 1938 bis 1940 Dozent für Klavier an der Chapelle Musicale Reine Elisabeth.
Nach der Okkupation Belgiens durch Deutschland emigrierte Mombaerts mit dem Belgian Piano-String Quartet, das sich auf einer Portugal-Tournee befand, in die USA. Dort unterrichtete er von 1941 bis 1943 am Colorado College. Nach dem Krieg tourte er mit dem Violinisten William Primrose durch die USA und Kanada und trat mit mehreren Sinfonieorchestern als Solist auf.
Von 1945 bis 1946 unterrichtete er am Kansas State Teachers College in Pittsburg und war dann bis 1948 Professor für Klavier und Kammermusik an der University of Kansas in Kansas City. Seit 1948 unterrichtete er an der Northwestern University, ab 1956 bis zu seiner Emeritierung 1971 als Professor und ab 1957 als Leiter der Klavierabteilung. Seit 1959 bildete er hier mit Ángel Reyes und Dudley Powers das Northwestern Trio.
Zu Mombaerts Schülern zählten Ralph Votapek, Kit Bridges, Stuart Leith, Jean M. Barr, Carol Honigberg, Joyce F. Johnson, Marlene Hoirup, Toby Blumenthal, Mark Boozer, Kevin Oldham, James Douthit, Kathleen Mills, Margaret Hagedorn, Janice Meyer Thompson, Karen Kushner, Thomas D. Walker, und Judith Willoughby.